# トーマス・スードフ
- トーマス・スードフ
- トーマス・ジュートホーフ

トーマス・クリスティアン・スードフ（Thomas Christian Südhof, ドイツ語発音: [ˈtoːmas ˈzyːtˌhoːf]、1955年12月22日 - ）は、ドイツ系アメリカ人でアメリカ合衆国の生化学者。Südhofは「ジュートホーフ」などとも発音される。現在、スタンフォード大学医学部教授（分子細胞生理学、神経学）。

## 経歴
ドイツ・ゲッティンゲン生まれ。
米国科学アカデミー会員、2017年王立協会外国人会員選出。

## 受賞歴
- 1993年 アルデン・スペンサー賞
- 1997年 米国科学アカデミー賞分子生物学部門
- 2008年 パサノ賞
- 2010年 カヴリ賞
- 2013年 アルバート・ラスカー基礎医学研究賞
- 2013年 ノーベル生理学・医学賞

## 参照
1. ↑  Ist der Nobelpreisträger Südhof überhaupt Deutscher?